# Poletne olimpijske igre 1972
Poletne olimpijske igre 1972 (uradno XX. olimpijada moderne dobe) so olimpijske igre, ki so potekale v zahodnonemškem Münchnu od 26. avgusta do 11. septembra 1972. Na igrah se je zgodila največja tragedija v zgodovini olimpijskih iger, ko so 5. septembra palestinski teroristi ugrabili in ubili 11 izraelskih športnikov. Po neuspešnem poskusu rešitve so oblasti ubile vse ugrabitelje, razen treh. Vsi tekmovalni dogodki so bili za kratek čas prekinjeni, vendar so se naslednji dan nadaljevali, čeprav so se nekateri športniki odločili, da igre zapustijo.
Na teh igrah je ameriški plavalec Mark Spitz kot prvi športnik v zgodovini osvojil sedem zlatih kolajn.